# Leptogryllus waikemoi
Leptogryllus waikemoi är en insektsart som beskrevs av Otte, D. 1994. Leptogryllus waikemoi ingår i släktet Leptogryllus och familjen syrsor. Inga underarter finns listade i Catalogue of Life.